# جائزة الذرات من أجل السلام

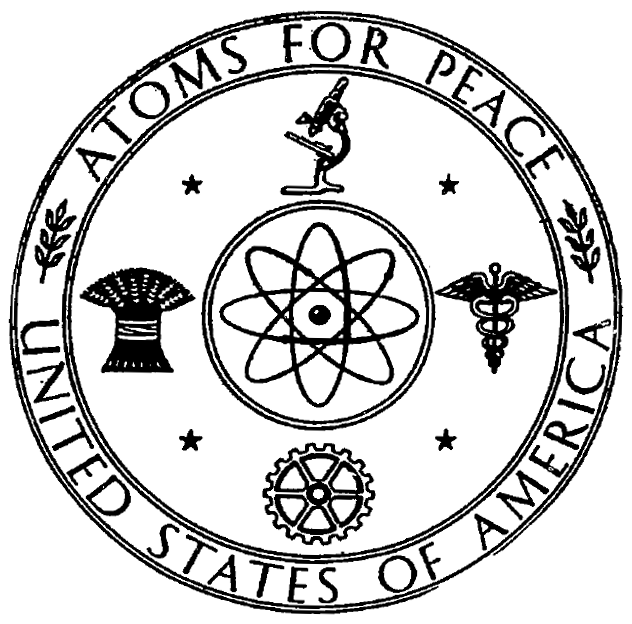

تأسست جائزة الذرات من أجل السلام في عام 1955 من خلال منحة قدرها مليون دولار من قبل شركة فورد للسيارات. تم تأسيس شركة مستقلة غير ربحية لإدارة الجائزة ولتطوير وتطبيق تكنولوجيا نووية سلمية. تم إنشاء الجائزة ردا على خطاب الرئيس الامريكى دوايت أيزنهاور الذي كان عنوانه الذرات من أجل السلام والذي كان موجهه إلى الامم المتحدة.

## الحاصلون على الجائزة
- 1957 - نيلز بور.
- 1958 - جورج هيفيشي.
- 1959 - ليو زيلارد ويوجين ويغنر.
- 1960 - ألفين مارتن واينبرغ ووالتر زين
- 1961 - السير جون كوكروفت
- 1963 - إدوين ماكميلان و فلاديمير فيكسلر
- 1967 - أيزيدور اسحق رابي وبينيت لويس وبرتراند جولدشميت
- 1968 - سيغفارد إكلوند، محمد عبد السلام، وهنري ديولف سميث
- 1969 - آجي بور، بن روي موتيلسون, هنري كابلان (طبيب).أنتوني ليونيد توركيفيتش
- 1969 - دوايت أيزنهاور

## روابط خارجية
- Files referring to the award and its presentation in the libraries of the MIT, seen at  libraries.mit.edu, December 2, 2009 (PDF)